# フォルクスワーゲン・ザ・ビートル
ザ・ビートル（The Beetle）は、ドイツの自動車メーカーであるフォルクスワーゲンが製造していた3ドアファストバッククーペ型の乗用車である。
ニュービートルの後継として2013年に登場し、オリジナルのビートル（タイプ1）の系譜を継ぐ最後のモデルとなった。

## 概要
2011年に2012年モデルとして発表された。名称は“ニュービートル”から“ザ・ビートル”へ改名された。“ニュービートル”より車高が低くなり、フォルクスワーゲン・タイプ1の全体的な形状を維持している。
この世代では新型フォルクスワーゲン・ジェッタと共通のA5（PQ35）プラットフォームを採用したことにより、初代より全長が長くなった。全高は12 mm低くなり、全幅は88 mm広くなった。2代目ビートルは、メキシコのプエブラにあるフォルクスワーゲンの工場でジェッタと一緒に生産される。
クーペに続きコンバーチブル版が2012年に登場した。
2019年7月10日、生産終了。最後に製造された車両は、プエブラにあるフォルクスワーゲンの博物館に展示される。

### 日本での販売
2012年4月、日本市場での受注が開始され、同年6月から納車される。なお、JC08モード燃費は17.6km/Lで平成27年度燃費基準を達成しており、同時に「平成17年排出ガス基準75%低減レベル（☆☆☆☆）」認定も取得している。
2013年3月25日には日本仕様にもカブリオレを追加設定。ゴルフカブリオレと同じフルオート電動ソフトトップを装備しており、時速50km以下であれば走行中でも開閉操作が可能。開閉時間も開9.5秒、閉11秒と高速なため、急に雨が降った時にも素早く対応できる。他にも日本仕様の「ザ・ビートル」では唯一となるリアスポイラーが標準装備されるほか、4つのエアバッグに加え、センサーが横転の危険を感知すると、リアシートヘッドレストに内蔵された2本のロールオーバーバーが瞬時に飛び出し、エアバッグの制御システムと連動して車両転覆時における乗員の安全確保を行うように作動する「ロールオーバープロテクションシステム」も装備し、オープンカー特有の安全性能にも対応。さらに、純正カーナビゲーション「712SDCW」も標準装備されている。なお、燃費性能は既存の「ザ・ビートル」と同じ17.6km/L（JC08モード燃費）を実現し、「平成27年度燃費基準+10%」を達成している。
同年5月16日にフォルクスワーゲンの日本国内正規輸入60周年を記念した限定モデルの第3弾として、アメリカのギターメーカーであるフェンダー・ミュージカル・インストゥルメンツ社とのコラボレーションによる「Fender Edition」を発表（5月23日販売開始、600台限定販売）。2011年に行われた「第42回東京モーターショー」に参考出品された「Fender」を市販化したモデルで、6連奏CDチェンジャーやiPod接続装置を備えたヘッドユニットRCD510、ネオジムマグネットを内蔵したツイーターが4つ、低歪デュアルボイスコイル技術を採用したミッドレンジスピーカーが4つ、ラゲッジスペースの専用エンクロージャー内に設置したサブウーファーで構成された総出力400Wのハイスペックサウンドでお気に入りの音楽を奏でる「フェンダーサウンドシステム」をはじめ、専用デザインの18インチアルミホイールやLEDポジションランプ付バイキセノンヘッドランプ、電動パノラマスライディングルーフ（チルト機能・UVカット機能付）、ファブリック&レザレットシート、インテリアアンビエントライトなどを装備した。ボディパネルのサイドミラー前方やスピーカーカバー等に「Fender」のロゴがあしらわれている。ウッドインパネはフェンダー社のストラトキャスター等のギターで採用されているカラーである「サンバースト」で仕上げられている。
同年10月8日にはスポーツモデル「ザ・ビートル・ターボ」を追加発売。本モデルは6代目ゴルフGTIと同じ211PSの最高出力を持つ2.0L・TSIエンジンと6速DSGを搭載し、18インチアルミホイール、レッドブレーキキャリパー、大型リアスポイラーを備えたほか、内外装にブラックパーツを効果的に採用したことでスポーティさをさらに強調した。10月22日には「デザイン・レザーパッケージ」を一部改良。新たに、純正カーナビゲーションシステム「712SDCW」とバンパーに設置したセンサーが車両前後の障害物の有無と車体からの距離を検知して警告音でドライバーに知らせることで狭い場所や夜間での駐停車をより安全に行えるようにサポートするパークディスタンスコントロールを装備した。追加装備に伴い、希望小売価格が28万円値上げされた。

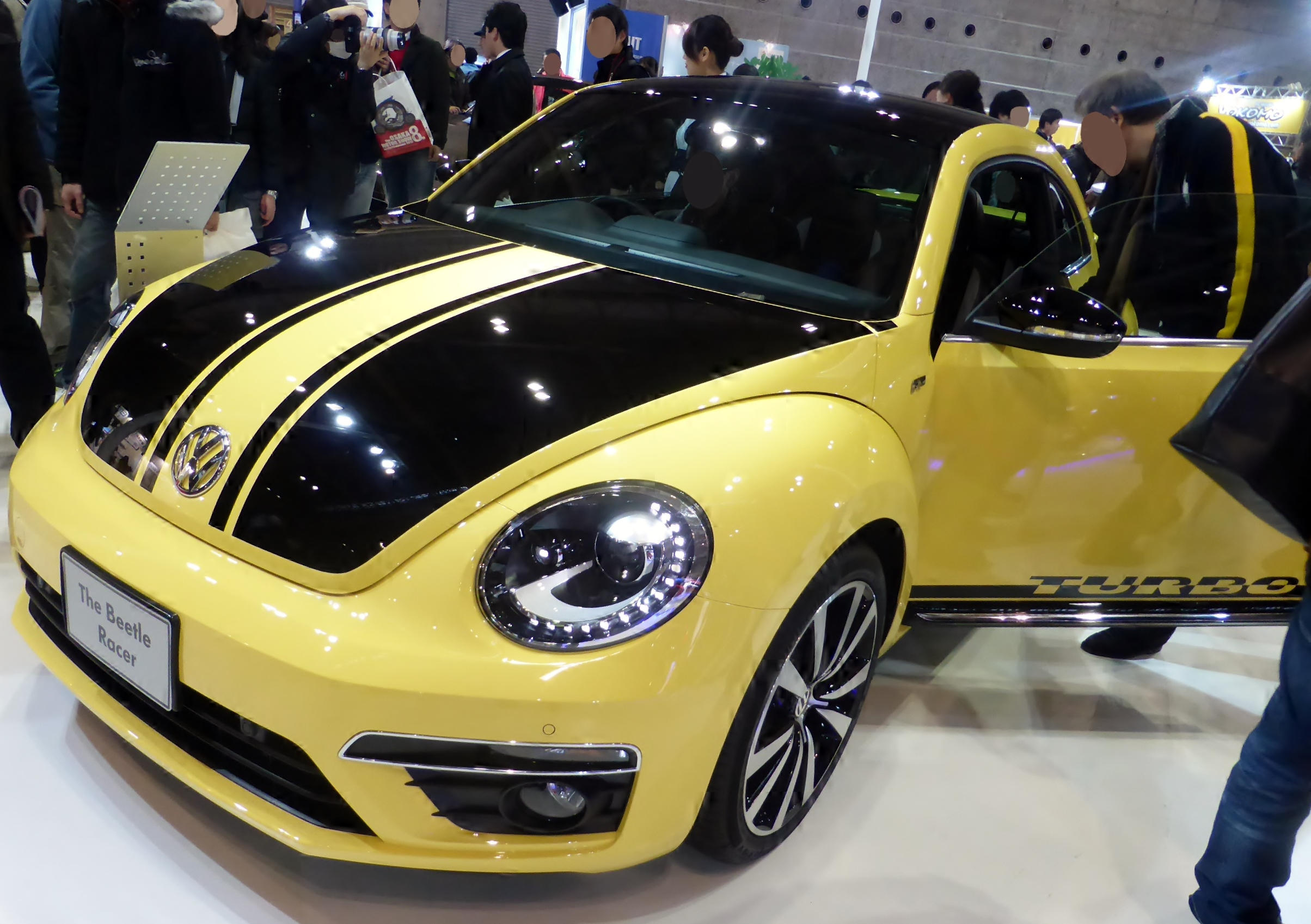
ザ・ビートル・レーサー

同年11月13日に、全世界で3,500台の数量限定で販売される「ザ・ビートル・レーサー」を第43回東京モーターショーに出品することを発表（以降も、名古屋・大阪・福岡の各モーターショーに巡回で展示を予定）。発表に合わせ、専用サイトにて国内販売分の購入希望申込の受付を開始した。パワートレインは「ザ・ビートル・ターボ」と同じ2.0L・TSIエンジン+6速DSGを採用し、「サターンイエロー」のボディカラーにブラックの太いストライプをあしらい、専用のフロント&リアバンパー、リアスポイラー、リアディフューザーを装備し、タイヤも19インチにサイズアップ。ブレーキキャリパーもシルバーに変更した。内装はグレー&ブラックの専用スポーツファブリックシートとオーディオスイッチ・シリアルナンバープレート・イエローステッチを備えた専用レザー3本スポークマルチファンクションステアリングホイールを採用した。海外では「ザ・ビートル・GSR」の名称で販売されるが、この「GSR」とは、1973年に発売された初期ビートルの「1303 S」をベースにした「GSR」に由来しており、40年ぶりに限定車が復活したことになる。日本国内では、名称を「ザ・ビートル・レーサー」に変更した上で販売される。日本国内では100台の限定販売となる。
同年12月18日には「ザ・ビートル・レーサー」と共に第43回東京モーターショーで一部出展されていた「ザ・ビートル・カブリオレ」の特別限定車「50's（フィフティーズ）」・「60's（シクスティーズ）」・「70's（セブンティーズ）」を発表し、「ザ・ビートル・レーサー」同様に専用サイトにて購入希望申込の受付を開始し、同日より販売を開始した（一部タイプは「ザ・ビートル・レーサー」同様に、大阪・札幌・福岡の各モーターショーに巡回で展示された）。本仕様車は「ザ・ビートル・カブリオレ」の原点である「ビートル・カブリオレ」が販売されていた当時の年代の時代背景を現代風にアレンジした集大成ともいえるモデルである。共通点として、タイプでカラーが異なるドアミラーやサイドスカート、専用ロゴ（フロントフェンダー）、アルミホイール（「50's」のみ17インチ、「60's」・「70's」は18インチ）を装備している。ボディカラー・インテリア・一部の特別装備内容は各タイプで異なり、「50's」はボディとソフトトップのカラーをブラックで統一し、インテリアカラーはブラックとサルサレッドの2トーンカラーを採用し、ホイールキャップにクロームを採用するなどして上質なレトロ感を演出。「60's」はボディカラーに「デニムブルー」、インテリアカラーにブラックとアトランティックブルーの2トーンカラーを採用し、カリフォルニアの夏をイメージさせる爽やかさが特徴の仕様。「70's」は茶系の「トフィーブラウンメタリック」を採用し、インテリアとソフトトップのカラーをベージュで統一し、アルミホイールはディスクデザインを採用することで優雅でクラシックな佇まいが特徴である。なお、「60's」は日本流行色協会が主催する「オートカラーアウォード」において、個性的なカラーデザインはもとより、ライフスタイルに影響力があるデザインなど、カラーデザインにとどまらず、商品化に向けたコンセプトや手法、全体としてのまとまり感なども同時に高く評価され、「ファッションカラー賞」と「プロダクツCMFデザイナーズセレクション」をダブル受賞している。各タイプ50台ずつ・計150台の限定販売である。
2014年1月14日には、バレンタインの時期に合わせて、「Design」をベースにした特別限定車「Choco（チョコ）」、「Milk（ミルク）」、「Bitter（ビター）」の3タイプを発表（1月28日販売開始）。「choco」は上品な甘さが薫るチョコレートをイメージした「トフィーブラウンメタリック（「ザ・ビートル」として日本初導入のボディカラー）」とファブリック素材のベージュの内装色の組み合わせ。「Milk」は香り立つフレッシュミルクをイメージした「キャンディホワイト」、「Bitter」は高級なカカオを贅沢に使った大人のチョコレートを想起させる「ディープブラックパールエフェクト」をそれぞれボディカラーに採用し、インテリアカラーは2タイプ共に「ザ・ビートル」としては日本初導入となるブラック&レッドの2トーンカラーを採用した。その他、3タイプ共通で、バイキセノンヘッドライト、専用デザイン17インチアルミホイール、2ゾーンフルオートエアコンディショナー、パークディスタンスコントロール（フロント&リア）、オプティカルパーキングシステム、スマートエントリー&スタートシステム「Keyless Access」、レインセンサー、オートライト、自動防眩ルームミラー、カミングホーム&リービングホームといったアイテムを標準装備し、充実の仕様とした。「Choco」300台、「Milk」・「Bitter」各250台の計800台の限定販売である。
同年4月1日に消費税増税や生産コスト・輸送費の上昇に伴うメーカー希望小売価格の価格改定が行われ、ザ・ビートルは9.9万円から13.5万円の値上げ、ザ・ビートル・カブリオレは14.8万円それぞれ値上げされた。
同年4月23日には、日本国内のフォルクスワーゲンでは初の試みとして、ザ・ビートルとザ・ビートル・カブリオレにユーザーからのオーダーメイドによる期間限定特別受注生産車「Create Your Own "The Beetle"」を発表。受注期間は同年4月26日から同年6月30日までで、納車は同年9月以降を予定しており、日本に到着次第、ユーザーのもとに届けられる。ボディカラー（ザ・ビートル、ザ・ビートル・カブリオレ共に10色から選択可能）、ルーフの種類（ザ・ビートルはボディ同色、ブラック塗装、電動スライディングルーフ付の3種類から選択可能、ザ・ビートル・カブリオレはルーフがソフトトップとなり、ブラック又はベージュを選択可能）、シートカラー（ザ・ビートルはファブリックシート3色とオプションのレザーシート4色の計7種、ザ・ビートル・カブリオレはレザーシートから4色を選択可能）、アルミホイール（16インチ、17インチ、18インチの3サイズから選択可能）と4つのステップで基本仕様を決め、希望により、10パターンから選べるデコレーションフィルムやザ・ビートル/ザ・ビートルカブリオレの純正アクセサリーを追加することができ、その組み合わせは447万7,764通りにも及ぶ。さらに、このモデルではスマートエントリー&スタートシステム"Keyless Access"を特別装備し、ザ・ビートルにはザ・ビートル・カブリオレに標準装備されているバイキセノンヘッドライト（オートライト機能付）も特別装備される。なお、デコレーションフィルムに関しては受注期間中であれば、既にザ・ビートル/ザ・ビートル・カブリオレを愛用しているユーザーの方、これから通常モデルの購入を検討されている方にも購入できるようにしている。
同年5月7日には、限定車「ザ・ビートル・ジャーニー」を発表（5月10日販売開始）。エントリーグレードの「Design」をベースに、純正ナビゲーションシステム「522SDCW」、ETCユニット、LEDポジションランプ付バイキセノンヘッドライト、USBデバイス接続装置（グローブボックス）と人気の高い装備を特別装備し、ベースグレードにオプション装着する場合よりも212,744円（税込）割安な価格設定とした。デニムブルー・ピュアホワイト各80台、ディープブラックパールエフェクト70台、トルネードレッド・サターンイエロー各35台の計300台限定販売となる。
同年9月25日には、「ザ・ビートル・レーサー」に続く復刻限定モデル第2弾となる「ザ・ビートル・スペシャル・バグ」の国内販売を発表（9月30日販売開始）。1982年に発売された「フォルクスワーゲン・タイプ1 1200」の限定車「スペシャル・バグ」のオマージュとして企画され、エントリーグレードの「Design」をベースに、1980年代当時のファッション性や遊び心を現代風にアレンジした仕様となっており、具体的には、当時の「スペシャル・バグ」のボディ装飾に倣ってクロームのホイールキャップ付17インチアルミホイール（ボディカラーによりホワイト又はブラック）を装備し、専用シートにはベージュとブラウンのツートーン仕様を採用。ボディ両サイド下側はボディカラーに応じてブラウン/グレー又はブラウン/ブラックのツートーンストライプのデカール、リアゲート中央にビートルの愛称である「Bug」のエンブレムなどを装着した。装備面ではバイキセノンライト、スマートエントリー&スタートシステム「Keyless Access」、パークディスタンスコントロール（フロント・リア）、シートヒーター（運転席・助手席）を装備した。ピュアホワイト400台、ディープブラックパールエフェクトと本限定車専用色のプラチナムグレーメタリック各200台ずつの計800台限定販売である。
同年11月11日には、ドイツで展開されているフラッグシップグレード「Exclusive（エクスクルーシブ）」を冠した限定車「Turbo Exclusive」及び「Cabriolet Exclusive」を発表。ターボ並びにカブリオレをベースに、アンバーブラウン&ブラックの2トーンカラーとダイヤモンドステッチを施した専用ナパレザーシートや通常はボディカラー同色のインパネパネルを専用色のブラックに変更するなど専用インテリアを採用し、2013年5月に発売した「Fender Edition」でも導入されていたフェンダーサウンドシステムとRCD510を特別装備（なお、フェンダーサウンドシステムと純正ナビとの連携ができないため、別途ポータブルナビが用意される）。さらに、ターボにはバイキセノンヘッドライト/オートライトシステム、運転席/助手席シートヒーター、ダークティンテッドガラス（リヤ/リヤ左右、UVカット機能付）の3点を、カブリオレにはパークディスタンスコントロール（フロント/リア）、スマートエントリー&スタートシステム"Keyless Access"、レザー3本スポークマルチファンクションステアリングホイール（オーディオコントロール付）、パドルシフト、18インチタイヤ&18インチ5スポークアルミホイールをそれぞれ特別装備した。ボディカラーはターボ・カブリオレ共に、「オリックスホワイト マザーオブパールエフェクト（オプションカラー）」と「ディープブラックパールエフェクト」の2色を設定。それぞれ50台ずつの限定販売で、今回は同日に開設した専用ウェブサイトのみで受注受付を行い、開設期間中に販売予定台数を超えた場合はキャンセル待ちの受付となる。
2015年1月20日には、特別限定車「Blossom」を発売。「Design」をベースに、運転席/助手席シートヒーター、スマートエントリー&スタートシステム「Keyless Access」、パークディスタンスコントロール（フロント/リア）、LEDポジショニングランプ付きバイキセノンヘッドライト（ハイコントロール機能付）+オートライトシステム、レインセンサー、自動防眩ルームミラー、カミングホーム&リービングホームを特別装備して利便性のあるアイテムを充実させ、フラワーベース（一輪挿し）も装備した。ボディカラーは「ピュアホワイト」・「トルネードレッド」・「デニムブルー」の3色を設定し、内装色は「デニムブルー」にはベージュ色を、他の2色にはブラック&レッドの2トーンをそれぞれ採用した。各色150台ずつ、計450台の限定販売である。
同年6月30日に一部改良（同年7月7日販売開始）。新たに、サイドスカート、アウタードアハンドル（メーカーオプションのバイキセノンヘッドランプパッケージ+スマートエントリー&スタートシステム「Keyless Access」を装着した場合、ボディ同色に変更）、インストゥルメントパネル、ステアリングホイールトリム、ドアトリムをブラックで統一し、スタンダードシート（運転席/助手席）、16インチスチールホイール（フルホイールキャップ付）を装備したエントリーグレード「ザ・ビートル・ベース」を追加。他の既存グレードは装備内容の見直しを行い、「ザ・ビートル・デザイン」はレインセンサー、オートライトシステム、スマートエントリー&スタートシステム「Keyless Access」を追加しながら車両本体価格を4.9万円値下げ。「ザ・ビートル・ターボ」はナビゲーションシステムをメーカーオプション設定に変更する代わりに、ダークティンテッドガラス（リア/リア左右、UVカット機能付）・3連メーター（油量計、ストップウォッチ、ブースト計）・カミングホーム&リービングホーム・レインセンサー・オートライトシステム・バイキセノンヘッドライト（ハイトコントロール機能付）で構成された「Coolsterパッケージ」を標準装備化したことで、車両本体価格を26.6万円値下げした。
同年10月6日に特別限定車「Club」・「Cabriolet Club」を発売。外観はボディカラーにザ・ビートルでは初採用となる新色「ハバネロオレンジメタリック」を設定し、サイドミラーカバーとルーフ（カブリオレは電動ソフトトップ）をブラック塗装することでツートーンカラー仕様とするとともに、「Club」シリーズ専用の17インチアルミホイールを装備。内装はオレンジを用いた専用チェック柄ファブリックシートに加え、ステアリング・ハンドブレーキレバー・センターアームレストにもオレンジの飾りステッチを施し、専用ドアシルプレートや「Club」バッジ付のステアリングホイールなどを標準装備。さらに、App-Connect搭載の純正インフォテイメントシステム「Composition Media」やフェンダーサウンドシステム、LEDポジショニングランプ付バイキセノンヘッドライト、インテリアアンビエントライトを装備した。クーペ500台・カブリオレ50台の合計550台の限定販売である。その3日後の同年10月9日にはカタロググレードの一部改良が行われ、ボディカラーは一部変更を行い、シリーズ共通色の「ブルーシルクメタリック」と「Design」専用色の「ムーンロックシルバーメタリック」を追加し、クーペタイプ全車（Base・Design・Turbo）に純正インフォテイメントシステム「Composition Media」（App-Connect対応）を標準装備したことに伴って、車両本体価格を4万円～5万円値上げ。さらに、「Design」には、バイキセノンヘッドライトと純正ナビゲーションシステム「714SDCW」をセットにした「レザーシートパッケージ」を新設した。
2016年5月21日に、特別限定車「Dune」を500台の限定で発売。伝説的なラフロードカーである「Dune Baggy」「Baja Bug」を現代風に再現したモデルで、新色のサンドストームイエローメタリックをボディカラーのみならず専用スポーツシートのステッチ、インストゥルメントパネルまでトータルコーディネート。ディフューザー付き専用バンパー、ブラックのホイールアーチとプロテクションモール、専用18インチアルミホイール、車高+15mmの専用サスペンションでクロスオーバーモデルを強調し、ブルーモーションテクノロジー（スタート&ストップシステム+ブレーキエネルギー回生システム）付きの1.4L TSIエンジンと7速DSGの組み合わせを日本仕様として初採用した。
同年6月27日、特別限定車「ALLSTAR」を発売。本車・ポロ・ゴルフ/ヴァリアントに設定されるもので、パワートレイン（直列4気筒DOHC 1.2 Lエンジン+7速DSG）を全車共通とし、ボディカラーに専用のダーク系メタリックペイントを採用。共通デザインのアルミホイール、ファブリックシート、ロゴ入りエンブレム、ドアシルプレートを装備している。本限定車専用のダークブロンズメタリックのみの設定で、280台限定。The Beetle Designをベースに、共通の特別装備に加えてバイキセノンヘッドライト（オートハイトコントロール付き）、チタンブラックの専用ファブリックシート、ドアシルプレート、インストゥルメントパネル、アルミ調ペダルクラスター、純正ナビゲーションシステム「714SDCW」を特別装備した。
同年9月21日にマイナーチェンジ。グレード体系を「Base」・「Design」及び「Turbo」から改名した「2.0 R-Line」の3グレードとし、ボディカラーは新色の「ストーンウォッシュドブルーメタリック」、「ボトルグリーンメタリック」に加え、同年5月発売の特別限定車「The Beetle Dune」専用色だった「サンドストームイエローメタリック」と2015年10月発売の特別限定車「The Beetle Club」専用色だった「ハバネロオレンジメタリック（オプションカラー）」がカタログカラーに格上げして設定したことで8色展開とした。外観は全グレードでバンパー（フロント・リア）を新デザインに変更するとともに、「Design」はバンパーやリアディフューザーなどにクロームを採用。「2.0 R-Line」はフロントバンパーにクロームストリップ、リアバンパーにブラックペイントリアディフューザーを装着し、ブラックペイントのサイドスカートとホイールエクステンションを新デザインに変更した。内装はモバイルオンラインサービス「Volkswagen Car-Net」の機能の一つであるコネクティビティ機能「App-Connect」を搭載した純正インフォテイメントシステム「Composition Media」を全車標準装備するとともに、「Base」はブラックペイントのダッシュパッドと専用ファブリックシートを採用、「Design」はダッシュパッド・ドアトリム・ステアリングトリムをボディカラー同色とし、ブラックまたはベージュが選べる専用格子調ファブリックシートを採用、「2.0 R-Line」は油温計・ストップウォッチ・ブースト計で構成された3連メーターを標準装備し、アルミ調ペダルクラスターと専用フォブリックシートをそれぞれ採用した。安全面も強化し、ドライバー疲労検知システム「Fatigue Detection System」を全車に標準装備したほか、後方死角検知機能「ブラインドスポットディテクション」と後退時警告・衝突軽減ブレーキ機能「リアトラフィックアラート」を「2.0R-Line」に標準装備、「Base」・「Design」にメーカーオプション設定した。
同年11月9日に新グレードとなる「R-Line」を追加。エンジンは限定車以外では初採用となるBlueMotion Technologyを搭載した1.4L TSIエンジンを採用するほか、ブレーキエネルギー回生システムも搭載しており、低燃費も実現している。外観・内装は「2.0 R-Line」と共通のデザインを採用しており、装備面においてもドライバー疲労検知システム「Fatigue Detection System」、後方死角検知機能「ブラインドスポットディテクション」、後退時警告・衝突軽減ブレーキ機能「リアトラフィックアラート」、純正インフォテイメントシステム「Composition Media」を標準装備した。同時に、特別限定車「#PinkBeetle（ハッシュタグピンクビートル）」を発売。2015年のニューヨークオートショーでコンセプトカーとして披露され、日本で限定車として市販化された。「Design」をベースに、ボディカラーにはフクシアの花をイメージした「フレッシュフクシアメタリック」を採用したほか、外観はドアミラーをブラック塗装に変更し、ブラックのサイドモールディングを装着したほか、リアスポイラーと専用17インチアルミホイールも装着。内装はブラックをベースに、「GTI」シリーズで採用されているタータンチェックをピンク色にアレンジした専用ファブリックシートを採用。装備面も強化し、ベースグレードではオプション設定となる後方死角検知機能「ブラインドスポットディテクション」と後退時警告・衝突軽減ブレーキ機能「リアトラフィックアラート」を特別装備したほか、バイキセノンヘッドライト（ハイトコントロール機能付）や純正ナビゲーションシステム「716SDCW」も特別装備した。300台の限定販売である。
2017年6月27日、2016年5月に発売された限定車「Dune」を新仕様で再発売。今回は「R-Line」がベースグレードとなり、外観の専用エクステリアはホイールアーチエクステンションが省かれ、ボディカラーは「ディープブラックパールエフェクト」に変更。内装の専用インテリアはサンドストームイエローの採用箇所をインストゥルメントパネルからダッシュパッドに変更（ドアトリムは従来通り採用）。装備面では純正ナビゲーションシステム（従来モデルはベース車に標準装備だったが、今回は特別装備の扱い）が「716SDCW」となり、新たに、ETC2.0対応車載器/VTRケーブル/iPod/iPhone/USBデバイス接続装置を追加した。限定台数は従来モデルより少なく、300台となる。
同年7月20日、一部改良。ブラインドスポットディテクション、リアトラフィックアラート、マルチファンクションインジケーター（時刻・瞬間/平均燃費・走行距離・平均速度・運転時間・外気温・メニュー機能）を「Base」と「Design」に、スマートエントリー&スタートシステム「Keyless Access」を「Base」に、ダークティンテッドガラスを「R-Line」に、LEDテールランプを「R-Line」と「2.0 R-Line」にそれぞれ標準装備し、「Design」・「R-Line」・「2.0 R-Line」に装備のアルミホイールを「Design」は17インチ（215/55 R17）に、「R-Line」は18インチ（235/454 R18）に、「2.0 R-Line」は19インチ（235/40 R19）にそれぞれ変更した。
同年11月28日、限定車「Black Style」が発売された。「Design」をベースに、フロントグリル、リアディフューザー、サイドモールディング、ドアミラー、アルミホイールなどのパーツをブラックに変更してツートーン仕様としたほか、ベースグレードでは設定されていないLEDテールランプやダークティンテッドガラス（リア/リア左右、UVカット機能付）も特別装備された。内装はセンターコンソールもボディカラー同色に変更された。そのほか、バイキセノンヘッドライト、純正インフォテイメントシステム「716SDCW」、ETC2.0対応車載器、VTRケーブル/iPod/iPhone/USBデバイス接続装置も特別装備された。ボディカラーは「ピュアホワイト/ブラック」と「トルネードレッド/ブラック」の2色で、各色150台ずつ、300台の限定販売となる。
2018年1月30日、限定車「SOUND」が発売された。2019年に日本市場での販売が終了されるのを前に発売された限定モデルで、「Design」をベースに、プレミアムサウンドシステム「Fender Sound」が搭載され、ステアリングホイールはシフトパドルを備えたレザーマルチファンクション仕様に変更。装備面では2ゾーンフルオートエアコンディショナーやザ・ビートルでは初採用となるリアビューカメラ「Rear Assist」が装備された。外観はフロントフェンダーに「SOUND」バッジが装着され、17インチアルミホイールを専用仕様に、ヘッドライトは本来オプション設定であるバイキセノンヘッドライトに変更された。内装はドアトリムやダッシュパッドをブラックに変更され、シートはブラック基調に赤のスティッチを施した専用ファブリックシートが採用された。ボディカラーは「ホワイトシルバーメタリック」と「トルネードレッド」の2色で、各色150台ずつ、300台の限定販売となる。
同年5月29日、限定車「Exclusive」が発売された。2014年11月に発売された限定車が、ベースを「Design」に変更して新たに発売されるもの。専用ナパレザーシートのカラーリングがベージュ&ブラックに変更され、新たに純正ナビゲーションシステム「716SDCW」、LEDテールランプ、2ゾーンフルオートエアコンディショナー（運転席/助手席独立調整・自動内気循環機能付）、アレルゲン除去機能付フレッシュエアフィルター（花粉/ダスト除去外気導入フィルター）、リアビューカメラ「Rear Assist」が特別装備された。ボディカラーは「ディープブラックパールエフェクト」と「ピュアホワイト」の2色で、各色250台ずつ、計500台の限定販売となる。
同年10月23日、特別仕様車「Design Meister」、「R-Line Meister」、「2.0R-Line Meister」が発売された。3グレード共通で純正ナビゲーションシステム「716SDCW」と過去に発売された限定車のみに採用されたリアエンブレム内蔵型リアビューカメラ「Rear Assist」を特別装備したほか、「Design Meister」には2ゾーンフルオートエアコンディショナー（運転席/助手席独立調整、自動内気循環機能付）、パドルシフト、レザーマルチファンクションステアリングホイール、専用17インチアルミホイール（10スポーク）が、「R-Line Meister」と「2.0R-Line Meister」にはレザーシート（ブラックまたはブラック&レッドを選択可）とシートヒーター（運転席/助手席）がそれぞれ装備（レザーシートとシートヒーターは「Design Meister」にもオプションの「レザーシートパッケージ」で装備可能）されるほか、「Design Meister」と「R-Line Meister」にはバイキセノンヘッドライト（ハイトコントロール機能付）を、「2.0R-Line Meister」には電動パノラマスライディングルーフ（UVカット機能付）も装備された。
| グレード                            | エンジン                                               | 排気量  | 最高出力        | 変速機 | 駆動方式 | 発売日              | 価格      |
| ----------------------------------- | ------------------------------------------------------ | ------- | --------------- | ------ | -------- | ------------------- | --------- |
| The Beetle Base                     | CBZ型 直列4気筒 SOHC 8バルブ インタークーラー付ターボ  | 1,197cc | 105ps/17.8kg・m | 7速DSG | FF       | 2015年7月-          | 239.9万円 |
| The Beetle Design                   | CBZ型 直列4気筒 SOHC 8バルブ インタークーラー付ターボ  | 1,197cc | 105ps/17.8kg・m | 7速DSG | FF       | 2012年4月-          | 274.9万円 |
| The Beetle Design Leather Package   | CBZ型 直列4気筒 SOHC 8バルブ インタークーラー付ターボ  | 1,197cc | 105ps/17.8kg・m | 7速DSG | FF       | 2012年4月-2016年9月 | 343.9万円 |
| The Beetle Cabriolet                | CBZ型 直列4気筒 SOHC 8バルブ インタークーラー付ターボ  | 1,197cc | 105ps/17.8kg・m | 7速DSG | FF       | 2013年3月-          | 395.8万円 |
| The Beetle R-Line                   | CZD型 直列4気筒 DOHC 16バルブ インタークーラー付ターボ | 1,394cc | 150ps/25.5kg・m | 7速DSG | FF       | 2016年11月-         | 299.9万円 |
| The Beetle 2.0 R-Line （旧：Turbo） | CPL型 直列4気筒 DOHC 16バルブ インタークーラー付ターボ | 1,984cc | 211ps/28.6kg・m | 6速DSG | FF       | 2013年10月-         | 349.9万円 |